# 戴维·布鲁姆
戴维·布鲁姆（英語：David Broome，1940年3月1日—），英国男子马术运动员。他曾代表英国参加1960年、1964年、1968年、1972年、1988年和1992年夏季奥林匹克运动会马术比赛，获得二枚铜牌。